# Phusro
Phusro là một thành phố và là một khu vực quy hoạch (notified area) của quận Bokaro thuộc bang Jharkhand, Ấn Độ.

## Nhân khẩu
Theo điều tra dân số năm 2001 của Ấn Độ, Phusro có dân số 83.463 người. Phái nam chiếm 54% tổng số dân và phái nữ chiếm 46%. Phusro có tỷ lệ 63% biết đọc biết viết, cao hơn tỷ lệ trung bình toàn quốc là 59,5%: tỷ lệ cho phái nam là 72%, và tỷ lệ cho phái nữ là 52%. Tại Phusro, 15% dân số nhỏ hơn 6 tuổi.